# Belize (fleuve)
Pour les articles homonymes, voir Belize (homonymie).
Le Belize (en anglais Belize River) est un fleuve de 290 km prenant sa source au Guatemala. Il a donné son nom au Belize — ex-Honduras britannique — qu'il traverse d'ouest en est et son bassin couvre plus du quart de ce pays.

## Géographie
Le Belize commence à la jonction des rivières Mopan et Macal au Guatemala. Il coule dans la vallée qui porte son nom et qui est largement couverte par la forêt tropicale.
Au Belize, il coule le long de la pente nord des monts Maya, traverse le centre du pays, passant légèrement au nord de la capitale Belmopan, pour se jeter dans la mer des Caraïbes près du port de Belize. Aussi connu sous le nom d'Old River, le Belize est navigable jusqu'à la frontière avec le Guatemala. Il a servi d'axe principal de communication et de commerce entre l'intérieur du pays et la côte jusqu'au milieu du XXe siècle.